# Лограто
Лограто, Лоґрато (італ. Lograto) — муніципалітет в Італії, у регіоні Ломбардія, провінція Брешія.
Лограто розташоване на відстані близько 450 км на північний захід від Рима, 70 км на схід від Мілана, 15 км на захід від Брешії.
Населення — 3813 осіб (2014).
Щорічний фестиваль відбувається 24 червня. Покровитель — святий Іван Хреститель.

## Демографія
Населення за роками:

Станом на 1 січня 2023 року в муніципалітеті офіційно проживало 497 іноземців з 39 країн, серед них 65 громадян країн Євросоюзу та 11 громадян України.

## Уродженці
- Луїджі Майфреді (*1947) — італійський футболіст, згодом — футбольний тренер.

## Сусідні муніципалітети
- Аццано-Мелла
- Берлінго
- Маклодіо
- Маїрано
- Торболе-Казалья
- Травальято